# Amsacta albistriga
Amsacta albistriga (tên tiếng Anh: Sâu bướm lông đỏ) là một loài bướm đêm thuộc phân họ Arctiinae, họ Erebidae. Nó được tìm thấy ở miền nam Ấn Độ.
Sải cánh dài 40–50 mm.
Ấu trùng gây hại nhiều loại cây trồng nông nghiệp.